# Niebołczi
Niebołczi – osiedle typu miejskiego w Rosji, w obwodzie nowogrodzkim. W 2010 roku liczyło 2030 mieszkańców.